# Bronzit
Bronzit je magnezijev železov silikat s kemijsko formulo (Mg,Fe)2[Si2O6]. Mineral spada skupaj z enstatitom in hiperstenom v ortorombski niz skupine ortopiroksenov. Bronzit pravzprav ni poseben mineral, ampak je železov različek enstatita, ki je zaradi delne preperelosti dobil na razkolnih ploskvah bronast polkovinski sijaj.
Enstatit je magnezijev silikat (MgSiO3), v katerem je magnezij delno zamenjan z majhnimi količinami Fe2+ (do 12%). V bronzitu ((Mg,Fe)SiO3) se vsebnost železovega(II) oksida giblje od 12% – 30%, s povečevanjem vsebnosti pa bronzit preide v hipersten ((Mg,Fe2+)SiO3). V posebnih pogojih preperavanja lahko nastanejo tudi ferifero različki bronzita. V teh pogojih pride na razpokah vzdolž  razkolnih ploskvev  do izločanja zelo tankega sloja železovih oksidov in hidroksidov, zato površine dobijo kovinski sijaj. Sijaj je še bolj kot bri bronzitu izrazit pri hiperstenu.
Barva bronzita je zelena ali rjava. Njegova gostota je 3,3 – 3,4 g/cm3 in je odvisna od vsebnosti železa. Lomni količniki in optični koti z vsebnostjo železa naraščajo. Končni člen niza enstatit ima pozitiven optični predznak, medtem ko imata bronzit in hipersten negativnega.
Bronzit je tako kot enstatit sestavina mnogih mafičnih do ultramafičnih kamnin, na primer norita, gabra, predvsem pa peridotita in serpentinitov, ki so nastali iz njega. Pojavlja se tudi v nekaterih kristaliničnih skrilavcih. V kumulatnih kamninah na nahajališču Stillwater v Montani (ZDA) se pojavlja bronzitit, ki je piroksenit z bronzitsko sestavo.
Pomembnejša nahajališča bronzita so v pogorju Harz v južni Nemčiji, na Južnem Titolskem (Italija), v Južni Afriki, na Uralu (Ruska federacija), Grenlandiji in v Montani (ZDA).  V Sloveniji so bronzit našli pri Slovenski Bistrici.